# Guerres maories
Les guerres maories (en anglais : New Zealand Land Wars ou Maori Wars) sont une série de conflits militaires entre les forces coloniales britanniques et les Maoris de Nouvelle-Zélande entre 1845 et 1872. La cause principale de ces guerres était la vente de terres maories aux colons britanniques.

## Contexte
Le traité de Waitangi, signé en 1840, garantissait que les iwi (tribus) Māori devaient avoir l'entière possession de leurs terres, forêts, zones de pêche et autres taonga (trésors).
Certaines des ventes de terres conclues au début de la colonisation avaient eu des bases douteuses, et les parties en cause avaient parfois conclu ces ventes avant la signature du traité.
Pour empêcher que de telles situations se reproduisent, les autorités coloniales britanniques nouvellement constituées décrétèrent que les Māori pourraient vendre leurs terres uniquement à la couronne britannique.
Toutefois, de nombreux colons n'apprécièrent pas que les Māori possèdent leurs terres en commun et que la permission pour les colons de s'y installer n'implique pas toujours que ces terres leur soient vendues.
Sous la pression des colons, le gouvernement colonial se mit peu à peu à ignorer les promesses faites par le Traité et permit que les colons s'installent dans les zones dont l'identité des propriétaires était incertaine.
Les Māori commencèrent alors à résister à cette occupation de leurs terres, ce qui entraîna les « guerres néo-zélandaises ».

## Conflits
Le premier conflit des guerres néo-zélandaises était le massacre de Wairau, qui eut lieu en 1843 dans la partie nord de l'île du Sud. Il s'agissait d'un incident isolé causé par les colons de Nelson qui essayaient de confisquer des terres appartenant à un chef rangatira. Cette tentative mal organisée entraîna la mort de 22 d'entre eux.

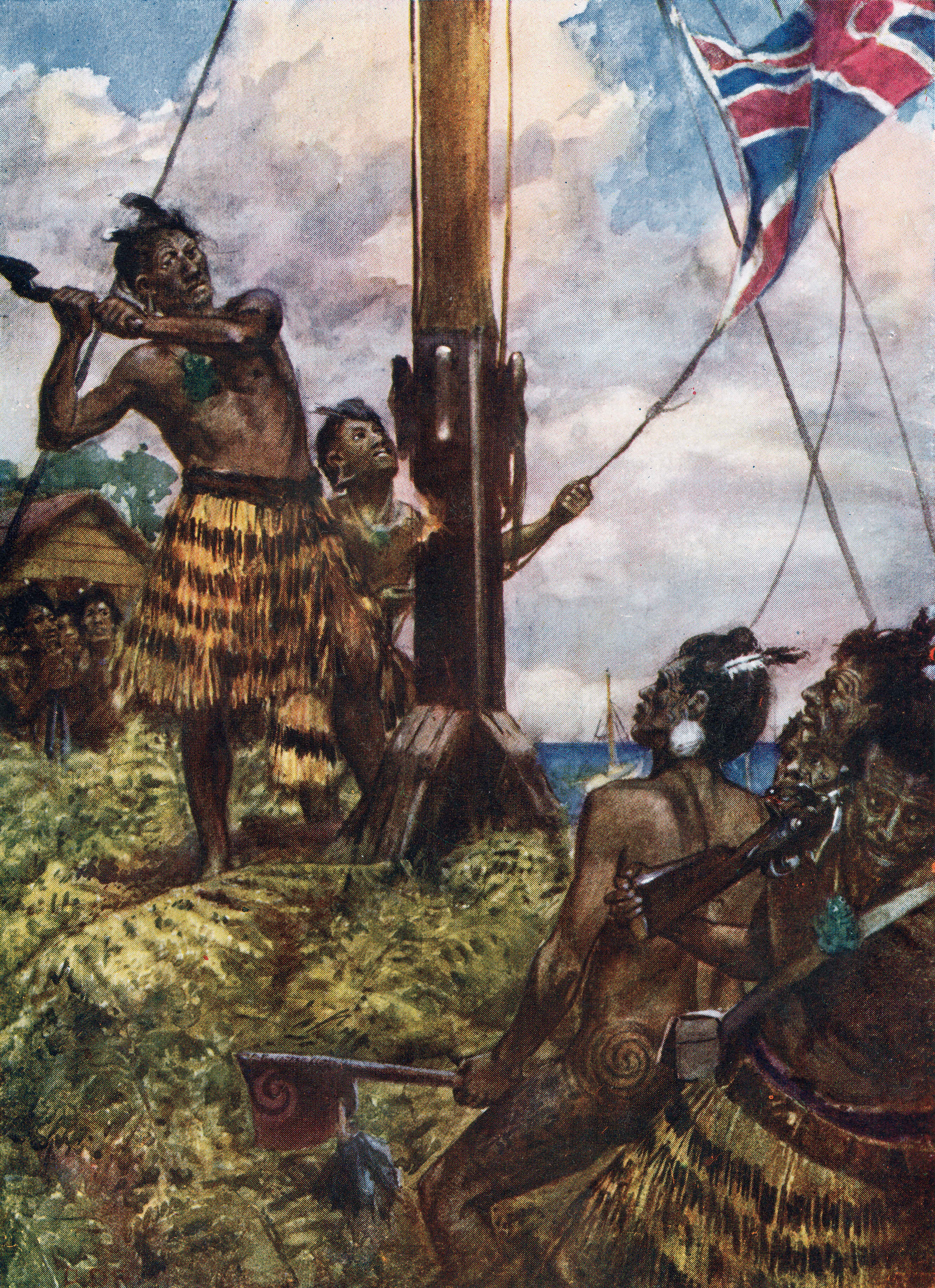
Hone Heke abat le drapeau à Kororareka. Peinture d'Arthur David McCormick.

La guerre de Flagstaff (aussi appelée « la rébellion de Hone Heke ») se déroula elle dans l'extrême nord de la Nouvelle-Zélande, aux alentours de la Bay of Islands, entre le 11 mars 1845 et le 11 janvier 1846. L'origine de cette guerre était le mana (prestige d'une iwi) et les devoirs coutumiers. Il s'agissait en réalité d'une guerre entre des chefs Māori rivaux, les Britanniques se battant d'un côté pour le prestige de l'Empire britannique. Le nombre de victimes causées par cette guerre est estimé à 176 au maximum.
Cette guerre fut presque immédiatement suivie par la campagne de la vallée de Hutt, de mars à août 1846, puis par la campagne de Wanganui, d'avril à juillet 1847, qui eurent lieu dans le sud-ouest de l'île du Nord. L'origine de ces deux conflits était l'empiètement des colons sur les terres des Māori.
- Massacre de Wairau, 1843-1844
- Flagstaff War, 1845-1846, dont les batailles de Ohaeawai et Ruapekapeka
- Hutt Valley Campaign, 1846
- Wanganui Campaign, 1847
- Taranaki War 1, 1860
- Invasion de Waikato, 1863-1864
- Taranaki War 2, 1863-1866 dont bataille de Gate Pa
- East Cape War 1865-1866
- Titokowaru's War, 1868-
- Te Kooti's War, 1868-1872

## Articles connexes

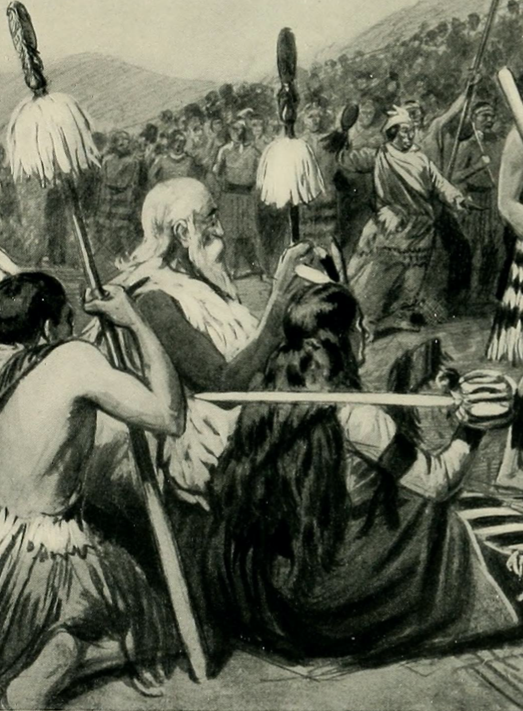
Te Pokiha Taranui, vétéran des guerres maories, ici lors d'une cérémonie d'accueil du duc de Cornouailles, futur roi George V du Royaume-Uni, à Rotorua en juin 1901, quelques semaines avant sa mort.